# Danai
Danai è un termine usato come sinonimo di Greci, i quali facevano parte dei Popoli del Mare. Letteralmente significa "la stirpe di Danao". Secondo la leggenda Danao era il re di Libia, fratello gemello di Egitto, re dell'Egitto. Dopo varie vicissitudini scappò dal fratello verso occidente, approdando ad Argo in Grecia. Essi sono stati citati nelle lettere di Amarna del XIV secolo a.C., come eventuale riferimento alla "Terra della Danuna" situata vicino Ugarit.
È un epiteto perlopiù generico: Danai può significare "occidentali", in contrapposizione agli "orientali" Troiani. Nell'Iliade di Omero, gli attaccanti greci sono descritti con tre differenti nomi, spesso usati come sinonimi: Argivi (in greco antico: Ἀργεῖοι?, Argéioi), Danai (Δαναοί) e Achei (Ἀχαιοί).
È frequentemente utilizzato da Virgilio nell'Eneide, nella celebre frase di Laocoonte, o ad esempio quando Didone chiede a Enea di narrargli l'origine delle insidie dei Danai («…et a prima dic, hospes, origine nobis / insidias, inquit, Danaum…» I 753-754). Il poeta latino utilizza l'epiteto con riferimento alle arti subdole degli Achei, discendenti di Danao, che aveva ordito il complotto per uccidere gli Egiziadi, suoi nipoti e generi.

## Impero ittita
I danai nella regione storica turca della Cilicia sono stati identificati come la popolazione di Adana, il termine veniva già utilizzato dal tardo impero ittita. Si ritiene che essi si siano insediati a Cipro. I sovrani di Adana facevano parte della "Casata dei Mopsos", che deriva dalla lingua luvia "Moxos" e dal fenicio "Mopsos". Solitamente venivano chiamati anche Dananiyim. Può riferirsi all'area della Mopsukrene (dal greco Mopsus che significa "fontana" oppure "cuore") e della Mamistra.